# Numicia memnon
Numicia memnon är en insektsart som beskrevs av Ronald Gordon Fennah 1957. Numicia memnon ingår i släktet Numicia och familjen Tropiduchidae. Inga underarter finns listade i Catalogue of Life.